# Microzetes petrocoriensis
Microzetes petrocoriensis är en kvalsterart som först beskrevs av Grandjean 1936.  Microzetes petrocoriensis ingår i släktet Microzetes och familjen Microzetidae. Inga underarter finns listade i Catalogue of Life.